# Gunung Telagabodas
Gunung Telagabodas är ett berg i Indonesien. Det ligger i den västra delen av landet, 170 km sydost om huvudstaden Jakarta. Toppen på Gunung Telagabodas är 2 201 meter över havet. Gunung Telagabodas ligger vid sjön Kawah Telagabodas.
Terrängen runt Gunung Telagabodas är kuperad västerut, men österut är den bergig.Runt Gunung Telagabodas är det mycket tätbefolkat, med 1 573 invånare per kvadratkilometer. Närmaste större samhälle är Wanaraja, 10,5 km väster om Gunung Telagabodas. I omgivningarna runt Gunung Telagabodas växer i huvudsak städsegrön lövskog.